# Dominicus Lampsonius
(Giorgio Vasari, Le vite de' più eccellenti pittori, scultori e architettori)
Dominicus Lampsonius (1532 – 1599) è stato un artista e umanista fiammingo.
Originario di Bruges, attraverso i suoi scritti conosciamo molto di pittori ed incisori a lui contemporanei; egli stesso non vide mai i tanti dipinti italiani sui quali scrisse, e si affidò indirettamente alle redazioni di autori quali Giorgio Vasari.

## Biografia
Lampsonius lavorò come segretario per il cardinale Reginald Pole in Inghilterra. Dopo il 1558, raggiunse la città di Liegi ove ricoprì nuovamente il ruolo di segretario per i vari principi-vescovi della città (Roberto di Berghes, Gerardo di Groesbeek, e Ernesto di Baviera). Nel 1572 Lampsonius pubblicò a suo nome una serie di ventitré incisioni ritratto di artisti dei Paesi Bassi, che presero poi il nome di Ritratti di alcuni celebrati artisti dei Paesi Bassi (Pictorum aliquot celebrium Germaniae inferioris effigies); Lampsonius preparò poesie in latino per accompagnare ogni ritratto. Scrisse inoltre numerose poesie ed epigrammi in latino e portò avanti nel tempo una regolare corrispondenza con personaggi illustri come Giorgio Vasari e Giulio Clovio. Da ricordare è inoltre la Vita di Lambert Lombard, una biografia dell'artista belga.